# Rhynchospora amazonica
Rhynchospora amazonica är en halvgräsart som beskrevs av Eduard Friedrich Poeppig och Carl Sigismund Kunth. Rhynchospora amazonica ingår i släktet småag, och familjen halvgräs.

## Underarter
Arten delas in i följande underarter:
- R. a. amazonica
- R. a. guianensis